# Stadio Monteoliveto
Lo stadio Monteoliveto fu uno stadio di Pistoia, sito in via Enrico Bindi; prendeva il nome dal monastero olivetano a cui era appartenuto il terreno su cui fu edificato.
Chiamato dai pistoiesi Montuliveto, fu campo di gioco dell'Unione Sportiva Pistoiese dal 1922 al 1966. La squadra arancione vi disputò 582 gare ufficiali, ma il terreno fu utilizzato anche da altre squadre minori della città. Dal 1966 al 1972 ospitò prevalentemente gare di calcio minore, giovanili e di amatori.
Dopo la sua demolizione definitiva, avvenuta nel marzo 1972, l'area dello stadio è divenuta un parco pubblico.

## Le origini
Le prime notizie sul calcio a Pistoia si hanno dal 1911. In quell'anno sorse in città il Pistoia Football Club, sodalizio che nel 1914 conquistò la promozione in Prima Categoria in finale con la Libertas Lucca. Tuttavia, per mancanza di un impianto adeguato, la squadra non poté iscriversi e scomparve dagli elenchi della Federazione Italiana Giuoco Calcio. Nel dopoguerra, perdurando la mancanza di uno stadio, il Pistoia FBC si affiliò all'Unione Libera Italiana del Calcio, che contrariamente alla FIGC permetteva la disputa delle partite in campi di fortuna senza recinzioni. A cavallo tra il 1921 e il 1922, in corrispondenza con la decadenza dell'ULIC, la società abbandonò denominazione e colori per dare vita alla sezione calcio dell'Unione Sportiva Pistoiese. In questo periodo l'industriale pistoiese Ciro Papini era in procinto di acquistare un terreno di circa 20.000 mq per la costruzione dello stadio tanto atteso. L'area, costituita da una serie di appezzamenti di proprietà della signora Isabella Angiolini (vedova di Jacopo Ferretti), era ubicata a ridosso delle Mura di San Pierino ed era confinante con via del Molinuzzo a nord e via Enrico Bindi e Piazza San Leopoldo a sud.

### La costruzione e la vendita al Comune di Pistoia

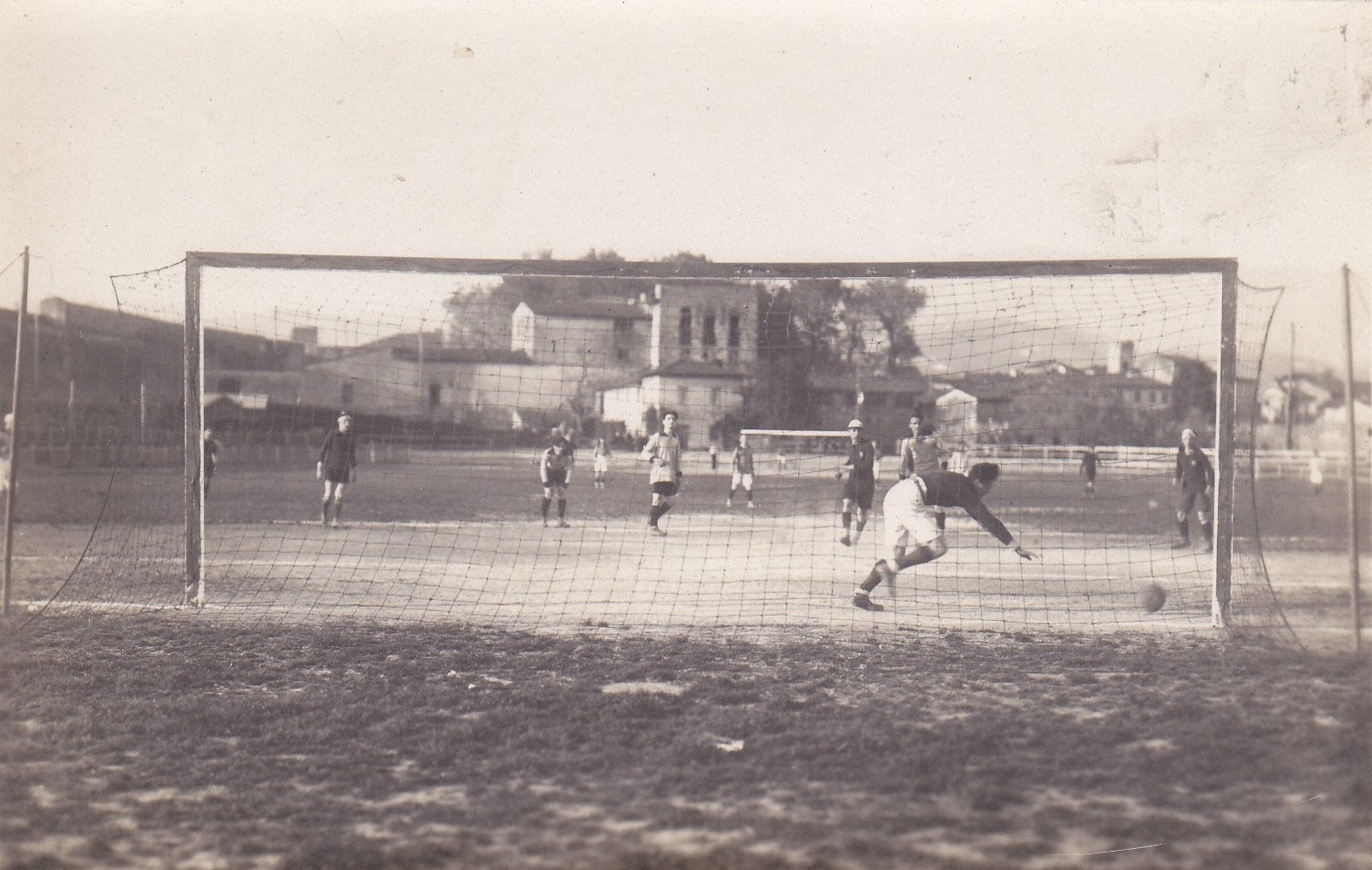
Una delle prime partite disputate al Monteoliveto (1922)

Il 14 giugno 1922 la Pistoiese acquistò i terreni per 112.303 lire. L’atto venne ratificato dal notaio Augusto Cappellini e registrato a Pistoia il 26 giugno («detto al N1720 i beni passarono alla Società Cooperativa Anonima Unione Sportiva Pistoiese con sede in Pistoia come nella partita 1612 di Pistoia con voltura N1758 del 1922»). L’incarico di costruzione dello stadio fu affidato all’Ing. Pilo Becherucci.
In poche settimane sull'area sorse un vasto campo da gioco, una pista sterrata di 400 metri utilizzabile per manifestazioni sportive con esclusione delle corse al trotto, tre campate di tribune coperte in legno capaci di un massimo di 800 spettatori sul lato ovest e tribune popolari a 5 gradini sul lato opposto di capienza poco diversa. Presso l’ingresso secondario da Piazza San Francesco era annesso un piazzale di circa 500 metri quadrati usato per tennis e pallacanestro.
Il 28 aprile 1924, dietro specifica richiesta dell’U.S. Pistoiese, il Comune decise di acquistare il campo «perché non si può disconoscere che in Pistoia manca uno stadio pubblico, recintato e di notevole estensione, che permetta tutte le manifestazioni sportive ed è opportuno non lasciar invadere dalle costruzioni le pochissime vaste aree ancora scoperte alla periferia della città». Dopo una lunga discussione, il 31 marzo 1926 si deliberò l’acquisto per la somma di Lire 225.000.

## La palestra

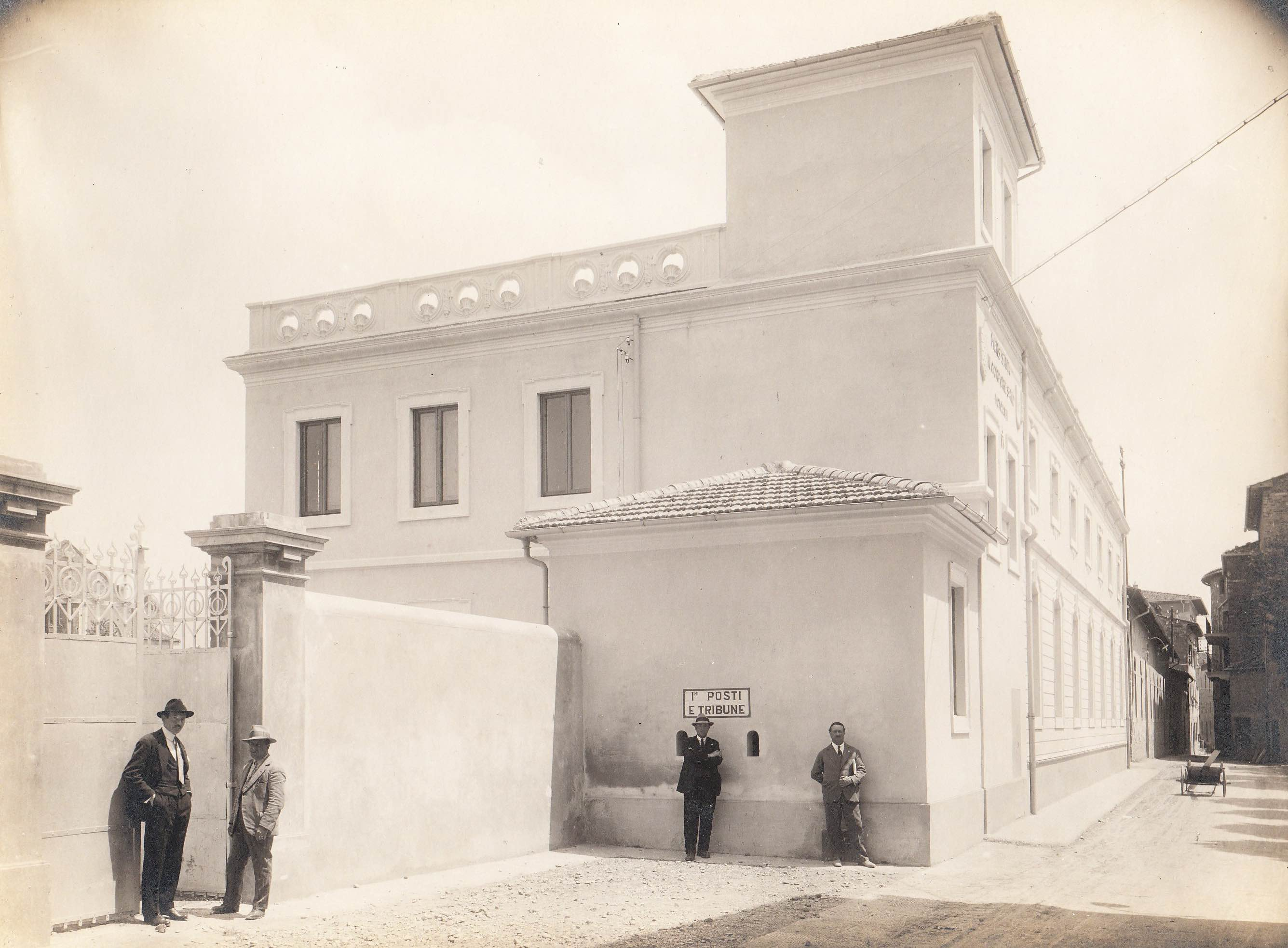
L'esterno della palestra (1929)

Nel 1925, prima ancora di ufficializzare l'acquisto dello stadio, il Comune di Pistoia deliberò per la costruzione di una palestra a fianco dello stadio. Per l’edificazione inizialmente venne scelto il lato nord, di fianco agli spogliatoi e all’abitazione del custode; in seguito, dopo accordi fra podestà ed E.N.E.F., se ne modificò ulteriormente il progetto nell’intento di renderla più spaziosa e sostituendo alla tettoia di copertura una terrazza di cemento armato con balconata per cure elioterapiche e pattinaggio. Il progetto prevedeva l’utilizzo anche di un piccolo piazzale fra le tribune popolari e la palestra, da usare alla bisogna per salti e lancio del peso. Infine se ne spostò l’edificazione sul lato sud del campo e i lavori furono consegnati alla ditta Giuseppe Boccaccini il 10 ottobre 1927. Si conclusero il 23 marzo 1929. La palestra è ancora oggi esistente ed è intitolata al ginnasta pistoiese Tersilio Bizzarri.

## Il velodromo

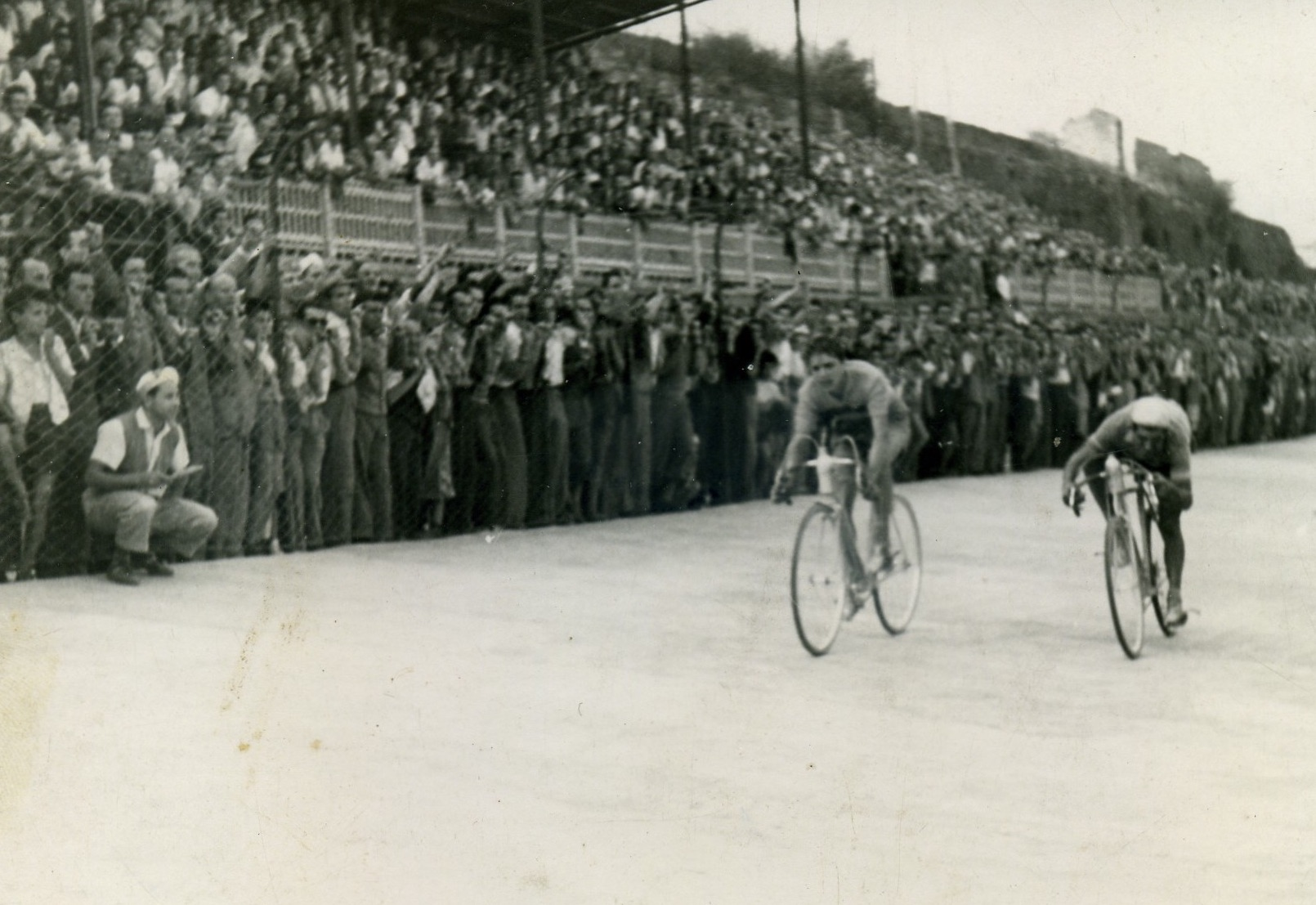
Arrivo in volata sul velodromo dello stadio (1948)

Nel dopoguerra lo stadio fu oggetto di alcuni interventi: i più importanti riguardarono l'ampliamento della capienza con la costruzione delle tribune "popolari" in cemento e la creazione del velodromo. 
L'anello di pista intorno al Monteoliveto inizialmente era sterrato e pianeggiante e veniva utilizzato sia per riunioni ciclistiche che per estemporanee corse di cavalli. Il 26 maggio 1928 la pista dello stadio fu teatro dell'arrivo della Roma-Pistoia, ottava tappa del sedicesimo Giro d'Italia, vinta da Albino Binda. Nel 1947 il nuovo velodromo fu inaugurato con una importante riunione ciclistica: in pista scesero nomi noti come il torinese Mario Ghella, il milanese Italo Astolfi e il bolognese Arnaldo Benfenati. 
La vita del velodromo fu breve, dieci anni o poco più. Ma furono anni intensi con tante riunioni ciclistiche dal successo clamoroso. Merito soprattutto della Unione Ciclistica Pistoiese, che in via Bindi aveva il suo “covo”.
Le giornate più memorabili furono quelle che videro in gara Fausto Coppi e (nelle prime due occasioni) l’avversario di sempre Gino Bartali. La prima fu nel 1947: nel mese di settembre l’UC Pistoiese superò se stessa portando sul nuovissimo velodromo il fior fiore del professionismo. Una seconda riunione con Coppi e Bartali si tenne nel 1949, nella pausa tra Giro e Tour. Fausto Coppi tornò anche nel 1953, invitato da Giulio Cappellini, allora presidente dell’UC Pistoiese. Per “Il Campionissimo” ci fu un tour pregara in alcuni bar cittadini con grandi feste e foto ricordo.

## Eventi e curiosità
Lo stadio ospitò numerosi eventi sportivi ed extrasportivi: vi si disputarono incontri di pugilato, riunioni di ciclismo, tiro al piattello e atletica leggera, incontri di volata, baseball e rugby. Negli anni Venti venne utilizzato anche come cinematografo all'aperto; nel 1933 vi fecero tappa i Carri di Tespi per la messa in scena di due opere liriche, la Bohème e il Trovatore. Durante il periodo fascista vi si svolgevano regolarmente esibizioni ginnastiche dell'OND e parate militari. A cavallo tra gli anni Cinquanta e Sessanta, lo stadio fu anche teatro dei fuochi d’artificio di San Jacopo, patrono della città. Il 12 luglio 1958 lo stadio ospitò un'esibizione di Primo Carnera, in tournée in Italia per una serie di incontri di wrestling. Il 9 luglio 1960, in Toscana per una tournée, vi si esibì «la nota cantante di successo Mina», accompagnata per l’occasione «dall’orchestra Lottini». 

## La demolizione
Nel 1966, dopo la costruzione del nuovo stadio Comunale, la Pistoiese abbandonò il Monteoliveto: da quel momento il vecchio stadio fu utilizzato esclusivamente da squadre minori, giovanili e amatoriali. La demolizione iniziò nel 1969 con l'abbattimento delle tribune in cemento per far posto ad una scuola materna. In seguito fu abbattuto anche il casolare (esistente almeno fin dal Seicento) che ospitava gli spogliatoi e la casa del custode. Nel marzo 1972 la dismissione fu completata con la demolizione delle tribune del 1922, costruite a ridosso delle mura medicee. Nell'estate del 1972, nella zona fu inaugurato un parco, ancora oggi esistente ed oggetto di recente restauro.